# 紅印花加蓋暫作郵票

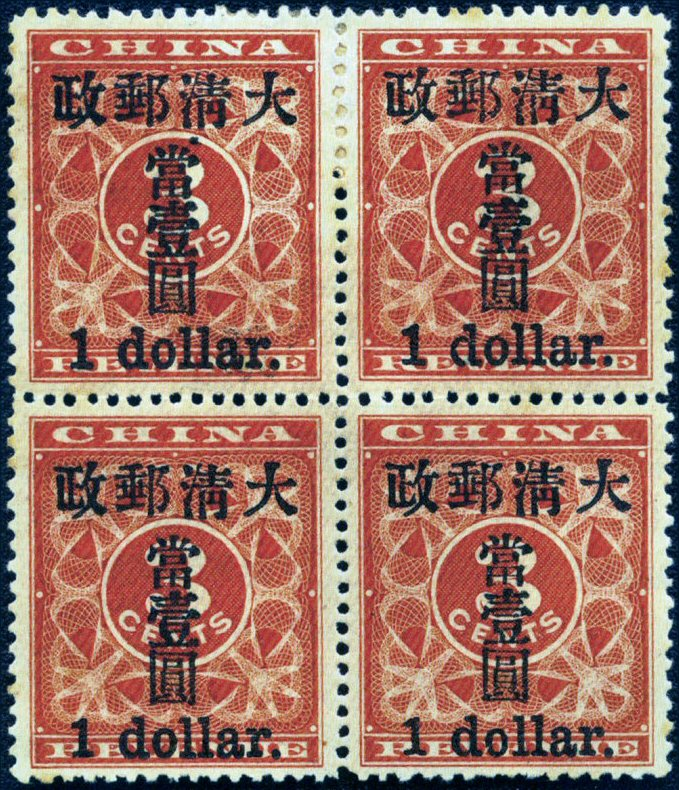
紅印花小壹圓四方連－丁勁松藏品

紅印花加蓋暫作郵票，或稱紅印花郵票，為1896年大清郵政正式開辦以後，因為臨時急需各種高面值的郵票，而在1897年將造冊處儲存而未經使用的65萬枚紅色3分海關印紙，分批次加蓋成八種不同面值的郵票，暫時替代為正式的郵票來發售貼用。紅印花郵票是中國第一套採用其他票券來改作郵資憑證的郵票，由於刻印精美，流傳於世上之數量非常稀少，是中國珍貴的郵票。而其中的「紅印花小壹圓四方連」:8，有「寶中之寶、王中之王」美譽，更號稱是「東半球最罕貴之華郵」，擁有者素有「華郵之王」尊稱。

## 源由

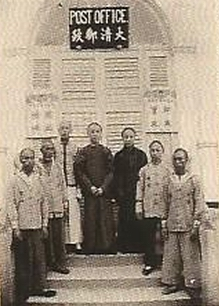
大清郵政局

大清郵政開始於1878年的海關試辦郵務時期，在那期間僅有印製「大龍」、「小龍」、「萬壽」等郵票，當時的票上面值採紋銀計算。1896年3月20日（光緒22年2月7日）清光緒帝批准了總理各國事務衙門的「興辦郵政」奏摺 ，同年底就正式開辦了「大清郵政官局」，並掛牌「大清郵政津局」來正式營運，而此3月20日也就成了後來中華民國政府制定「郵政紀念日」的由來。「大清郵政官局」的《郵政開辦章程》新規定，將原本的郵資紋銀計費改成了洋銀，但因新制郵票趕印不及，所以先將庫存的「小龍」和「萬壽」等郵票，來加蓋暫作洋銀郵票使用，只是存貨少，且二種郵票最高面值也只有2錢4分，不能滿足新開辦的匯兌和包裹業務之需要，後才將造冊處儲存未使用之紅色3分海關紅印花印紙（原票），分批加蓋暫作郵票來使用，此票於1897年2月2日（清光緒23年1月1日）發行，同年9月30日（清光緒23年9月5日）停售，而這套郵票也是中國第一套用其它票券改作的郵票。

## 原票印製與身份之謎

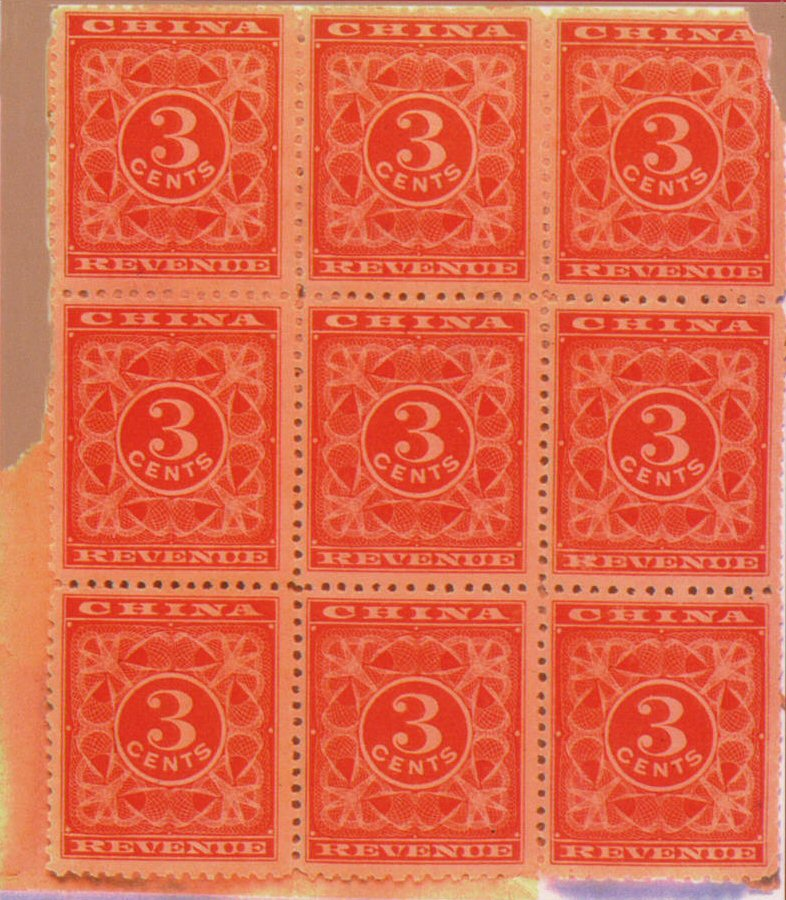
紅印花原票九方連－2005年3月台北成交

### 原票印製
紅印花加蓋暫作郵票之原票，是由英國倫敦華德路公司於1896年9月採用印製鈔票同等級的雕刻凹版技術精印。為了搭配紅印花精美幾何網紋的印刷，郵票紙質是一種無水印的厚白洋紙。這種郵票用紙，紙質堅韌厚實，不易揭薄破損。至於紅印花原票的圖案則全部用英文書寫“CHINA REVENUE 3 CENTS”字樣，沒有任何中文。原票的顏色以紅色為主。但是若要細分紅色的深色與淺色，則有正紅色、朱紅色與絳紅色等等。原票的面值為洋銀3分，單枚之圖幅為18.5×22.5毫米，票幅是21×25毫米，全張枚數=橫10×縱10=100枚，全張高度為270公厘，寬度有229公厘，每張之右上角印有黑色阿拉伯字的張號，齒孔為12度至16度，也有縱橫不同的混合齒。目前紅印花「原票」存世最大為九方連。紅印花百枚之「全張」僅發現有三張加蓋小字貳分的郵票，印刷張號分別是650、844、961及966號
。其中張號844號是在2008年10月新發現，是瑞士Corinphila公司編號第3580號的拍品，成交價為28萬瑞士法郎，現為由上海丁勁松所珍藏。

### 身份之謎
「紅印花原票」原誤傳是由「印花稅票」改為郵票使用。事實上，未加蓋前的紅印花，非印花稅票，也非郵票，而是一種「海關印紙」。經「中國海關創業文獻」證實，它是1895年上海江海關經海關總稅司批准，為防止商人舞弊，創辦了一種「上海新式海關派司」辦法（Original Pass for Foreign Goods，簡稱“派司”），在商人進貨完成檢驗與繳稅後，如果要再出口時，則可享有退稅和再出口的簽證。因此，這一批1896年月9由英國華德路公司印製的65萬枚有背膠「紅印花海關印紙」，是擬用在已完成進口貨物上貼用的印紙，以證明其完成報關之收費憑證。不過，這種制度因為洋商群起反對而窒礙難行，印好的65萬枚紅印花原票只好暫時擱置在倉庫中，無法發行。

## 加蓋數量與用途

### 加蓋數量

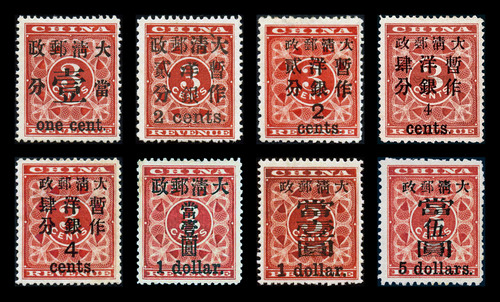
紅印花加蓋暫作郵票全套八枚

以現今紅印花存世最大的張號6500號×每張100枚來計算，紅印花原票總共應有65萬枚。這些原票被先後分批次來加蓋黑色「大清郵政」、「當Ｘ圓」、「當Ｘ分」與「暫作洋銀Ｘ分」等字模。全套面值總共有八種。若由存世的全張張號來加以判斷它的加蓋先後順序以及數量，依序為：
1. 小壹圓50枚。
2. 大壹圓29,850枚。
3. 當伍圓20,000枚。
4. 小貳分100,000枚（民間加蓋）。
5. 當壹分199,900枚。
6. 小肆分200枚。
7. 大肆分49,800枚。
8. 大貳分250,000枚（另有原票200枚未加蓋）[註 17]。

其中，除了小貳分是由上海民營印刷工廠來加蓋以外，剩下的七種皆為海關造冊處加蓋。而郵票加蓋的版式，除了小壹圓和小肆分為單一子模以外，其餘的共分為二種加蓋版式，小貳分郵票是縱二橫十（2×10）的20枚子模版式，每全張一百枚分為五次加蓋；而當壹分、大貳分、大肆分、大壹圓與當伍圓等五種郵票，則是縱橫各五（5×5）的25枚子模版式，每全張一百枚分成四次來加蓋。有郵學家認為「小壹圓」與「小肆分」兩種郵票應列為試印或是樣票。但有一枚「小壹圓」郵票疑是費拉爾（進上海海關，派造冊處任郵票繪圖員）在私下銷蓋完八卦戳印後，贈送給女婿雷奔；而「小肆分」舊票與實寄封，也都是大清郵政官員將郵票銷戳並交付郵寄後的產物，所以說「小壹圓」及「小肆分」在印妥以後，從來沒有公開透過郵局的窗口發售，但也因為這二種郵票確實有存世銷印的舊票及封片，最後官方還是認定它們是正式發行之郵票（官方郵票編號為：常004或A004）。

### 用途
紅印花低面額郵票是用來函件交寄用途，而高面額郵票可兼用於匯兌及包裹之需要。光緒23年，清朝開辦了包裹業務；光緒24年1月1日，繼續開辦匯兌業務。1897年11月17日，清朝海關總稅務司頒布了新的匯兌規定，明令匯銀執據黏貼的郵票金額必須和匯款數目相同:489，紅印花當壹圓與當伍圓郵票，就是用來貼在匯銀執據上充當匯款金額的證明。這就是後來俗稱的「匯兌印紙」，也是專門用在郵政匯兌業務的郵票。

## 紅印花之寶

### 紅印花四寶

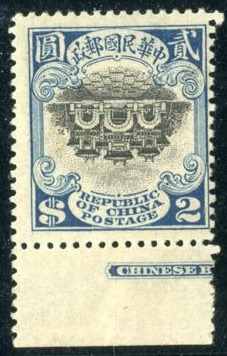
「民國四珍」之首，原「華郵四寶」北京一版貳圓宮門倒印票

「紅印花四寶」乃「華郵四寶」演變而來。「華郵四寶」原係：「紅印花原票」、「紅印花小字當壹圓」、「紅印花伍圓倒蓋票」與「北京一版貳圓宮門倒印票」（俗稱：宮門倒）。1927年中華郵票會通過周今覺提議，將「紅印花原票」、「紅印花小字當壹圓」、「紅印花伍圓倒蓋票」與「紅印花小貳分倒蓋兼複蓋」等四枚郵票，正名為「紅印花四寶」。原「華郵四寶」之一的「北京一版貳圓宮門倒蓋票」（俗稱：宮門倒）則移出，改列為民國四大珍寶郵票之一。

### 紅印花七寶
「紅印花七寶」：
1. 紅印花小壹圓票。
2. 紅印花未加蓋原票。
3. 紅印花小貳分倒蓋兼複蓋票。
4. 紅印花當伍圓倒蓋票。
5. 紅印花小肆分複蓋票。
6. 紅印花小貳分綠色試蓋票。
7. 紅印花小貳分複蓋票。

紅印花七寶之彩色照片刊於1992年5月30日黃光城先生著之《海關紅印花原票流傳考圖鑑》第33頁。

### 紅印花十寶
2004年12月7日在蘇黎世亞洲（Zurich Asia）秋季拍賣會，在Robert Tan（新加坡集郵家林修禾）紅印花加蓋郵票金獎郵集印製拍賣目錄中，介紹紅印花當伍圓郵票時，稱其為「紅印花加蓋暫作郵票十寶之一」，這是「紅印花十寶」一詞第一次出現。「紅印花十寶」是將原先四寶：紅印花原票、紅印花小壹圓票、紅印花當伍圓倒蓋票、紅印花小貳分倒蓋兼複蓋票等，又加列了紅印花小肆分複蓋票、紅印花小貳分複蓋票、紅印花小貳分綠色試蓋票、紅印花小貳分倒蓋票、紅印花小肆分票，及紅印花當伍圓票等六種郵票。

## 紅印花十寶珍郵

### 紅印花原票
僅200枚未加蓋之「原票」，用途為加蓋文字設計樣本、郵局檔案、及贈予外籍職員（客卿）。未加蓋的紅印花原票只是海關印紙，所以沒歸列在郵票類，但因是加蓋前的原票，有人當他是一種漏加蓋的變體郵票，根據1987中華民國交通部郵政總局《紅印花郵票》登錄，當時發現留世原票僅有53枚，非常珍稀，被列為「紅印花四寶」之首。不過在2002年又發現一件直雙連，此票同年12月由深圳世紀經典拍賣公司拍賣成交價為82.5萬人民幣）。後又發現一件四方連，於2002年11月24日由英國斯賓客（Spink）拍賣，被丁勁松購得。而繼續出現的兩件六方連，與一件九方連及若干單枚，使得紅印花原票存世量已超過原本統計的53枚，但未達百枚。紅印花原票最大方連，是一件在中國大陸的教堂出現的九方連，貼在牛皮紙上，2005年3月由台北某從事電子業的集郵家購得，並委由台北亞太集郵中心鑑真製集珍藏中。另有二件帶邊紙的六方連紅印花原票，是一位英國人在整理祖父遺物時在一本筆記本發現，他送到英國斯賓客（Spink）鑑真與拍賣，在2008年1月20日的斯賓客拍賣會上，帶上邊紙的六方連賣出了530萬港幣，帶左邊紙的六方連則拍出356萬港幣。在2011年中國大陸無錫亞洲郵展中，一枚紅印花原票拍賣成交價為人民幣78.2萬元。2011年台北「蟠龍郵幣」通信拍賣一枚红印花原票以195萬元新台幣成交。2012年台北「遠東郵票」通信拍賣一枚红印花原票290萬元新台幣。2013年9月11日美國Cherrystone拍賣會上，一枚红印花原票以14.95萬美元成交。「原票」存世罕少，因非郵票無法貼寄，其背膠應完整為原膠，如票背為無膠或二次膠，當應留意是否為僞票，現今，紅印花蒐藏家習慣採用高倍數電子顯微鏡檢視有爭議的票品。

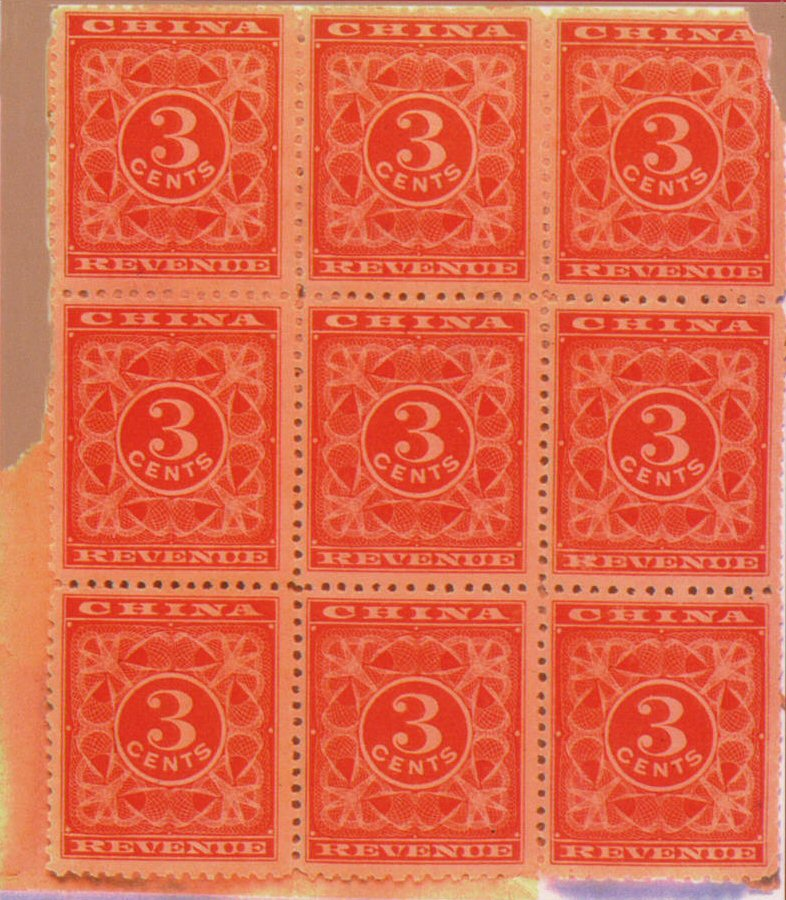
紅印花原票九方連－2005年3月台北成交
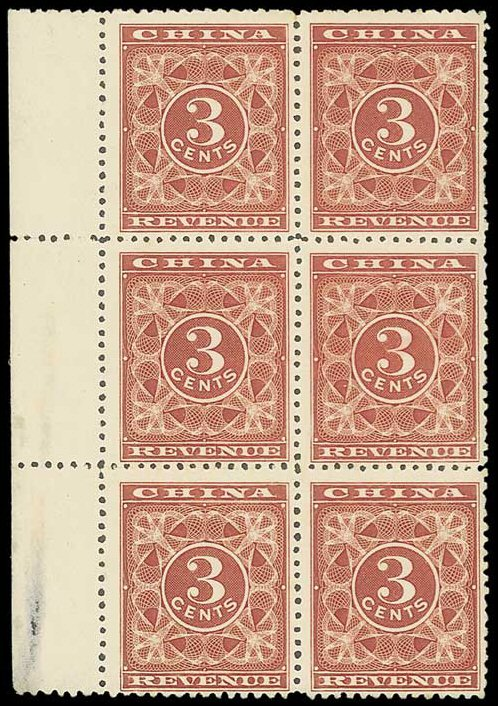
紅印花原票六方連帶左邊紙－2008年英國Spink拍賣
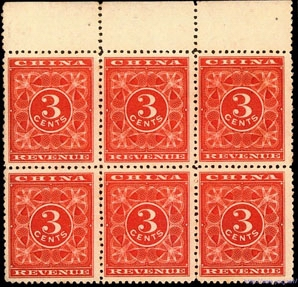
紅印花原票六方連帶上邊紙－2008年英國Spink拍賣
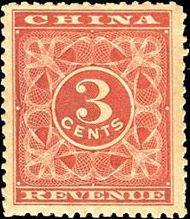
紅印花原票－2011年中國大陸無錫亞洲郵展拍賣
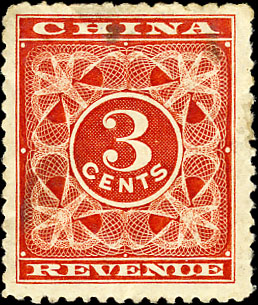
紅印花原票－2011年台北蟠龍郵票拍賣
紅印花原票-2012年台北遠東郵票拍賣
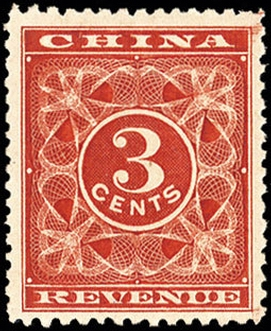
紅印花原票－2013年美國Cherrystone拍賣

### 紅印花小字當壹圓郵票（俗稱小壹圓）

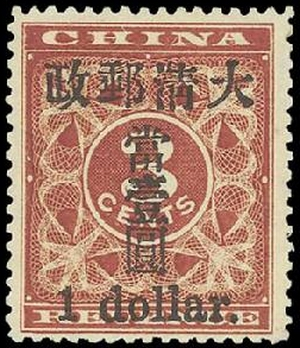
紅印花小壹圓郵票－2010年香港蘇黎世亞洲（Zurich Asia）拍賣會

紅印花小壹圓票，據推測，當時應加蓋兩全格共50枚。但依據當時海關西班牙籍客卿綿嘉義（Juan Mancarini，1860-1939）撰寫的《華郵報告書》中記載，紅印花小壹圓票僅試印40枚，單一子模，因加蓋之中文字被當局認為字體太小，無法清楚辨認，此後來就用較大字體加蓋「大字當壹圓」。根據紅印花專家黃光城統計與研究，「小壹圓」已發現存世僅為32枚，未逾40枚，其中有四方連1件，橫雙連1件:143，其餘均為單枚。黃光城並將存世紅印花小壹圓逐枚編號註記，於1976年出版一本《紅印花小壹圓存世考圖鑑》專書。1983年4月，美國加州著名郵商喬治阿利維梭的拍賣目錄封面為一枚小壹圓新票，並將紅印花小壹圓票冠上「世界最貴的有齒郵票」頭銜。「紅印花小壹圓」單枚近來拍賣，在2009年香港以258.75萬港幣拍出。2010年蘇黎世亞洲拍賣會以391萬港幣由一位亞洲收藏家投得；2013年北京東方大觀拍賣會以577.3萬元人民幣成交。2013年香港InterAsia郵品拍賣會以近90萬美元的價格成交。

#### 紅印花小壹圓四方連-東半球最罕貴之華郵

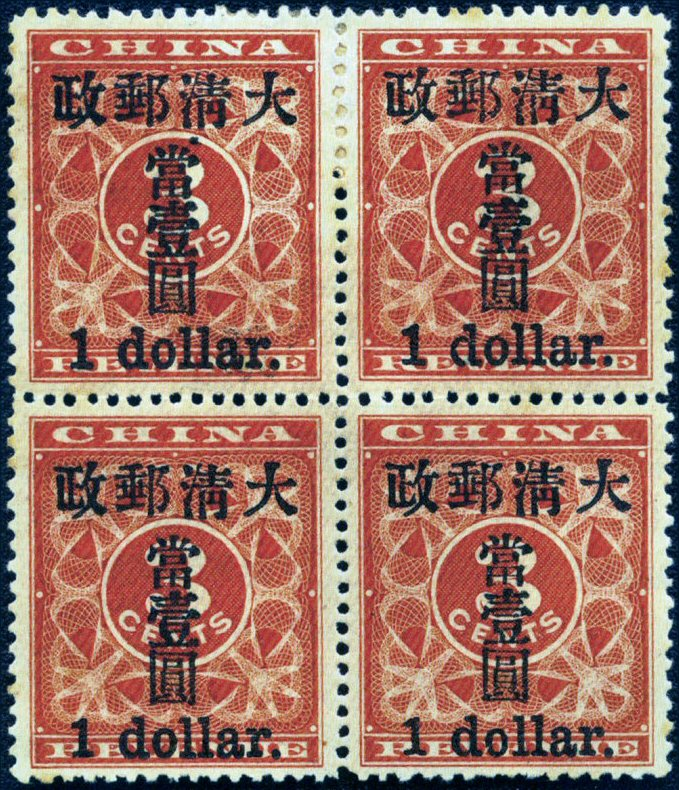
紅印花小壹圓四方連－丁勁松藏品

「紅印花小壹圓四方連」有「東半球最罕貴之華郵」美譽，擁有者素有「華郵之王」之尊稱。「紅印花小壹圓四方連」原為海關客卿費拉爾（R.A.de Villard，1860-1904）所珍藏，在他逝世後便由他的遺孀保管。1924年集郵家周今覺透過上海英籍郵商施開甲（R.E.Scatchard）得知此一消息，終於在1927年以紋銀二千五百兩購得此一郵票:491:67。周氏後來也請美國郵商樸爾，幫忙求購一件橫五縱五共25枚一整版的大龍闊邊伍分銀的大全張。此件郵票是中國的第一套郵票「大龍郵票」的第二版，俗稱“大龍闊邊票”，因為在三版的郵票中，以此票印製數量最少，採用紙張是一種極易破脆的法國蔥皮紙，因此，單枚票存世罕少，更何況是整版大全張。但是周今覺求購收藏者美國華郵大王施塔少校（James Starr）多次不成以後，便稱自己的紅印花小壹圓四方連為「東半球最罕貴之華郵」，而美國的這件大龍闊邊伍分銀全張郵票是「西半球最罕貴之華郵」。1947年周氏家道中落，此件紅印花小壹圓四方連以330兩黃金（約二萬一千美元）的代價:492賣給了上海集郵專家郭植芳:8。郭植芳後來移居美國舊金山數十年，獨留紅印花小壹圓四方連，他決定只賣中國人:9，在他逝世後，1982年2月由其遺孀劉兆珊囑咐女婿李福全，以28萬美元的代價轉讓給香港集郵家林文琰先生。而1991年9月11日，美國郵王施塔少校遺集在英國蘇富比公司拍賣，林文琰也以37.4萬英鎊買走他的大龍闊邊黃伍分銀全張，這兩件東西半球最罕之華郵，重回華界，並歸林文琰所有。而隨著林文琰的年歲已高，2010年紅印花小壹圓四方連和大龍闊邊黃伍分銀全張已由上海集郵家丁勁松花費1.3億人民幣購藏。1982年「中華郵政」在臺北市「國立歷史博物館」舉辦「中國古典郵票展覽」，邀請到「紅印花小字當壹圓四方連」回臺北展出。2011年第27屆亞洲郵展在中國無錫舉辦，丁勁松珍藏的紅印花小字當壹圓四方連與大龍闊邊伍分銀全張也應邀公開展出。

#### 小壹圓橫雙連

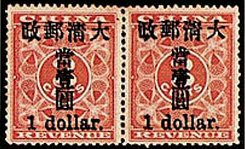
紅印花小壹圓橫雙連－2001年太陽郵集舊藏

海關英籍客卿德鏗（Adolphus Diercking）曾獲得紅印花橫雙連一件及二枚單枚。在其去世後，1956年11月倫敦海馬公司拍賣其遺集，此件橫雙連票也隨之拍賣但未成交。隨後之轉讓源流依序為大衛德爵士（Sir Percival David），旅菲華僑黃天湧，旅菲華僑莊順成。莊氏去世後，其子莊國泰曾將其郵集參加中華民國建國70年郵展。2001年，美國Matthew Bennett拍賣公司在紐約拍賣以227萬美元售出郵集，而此件小壹圓橫雙連則以50萬美元成交。

#### 曇花一現之小壹圓三連票
此三連票，早期為美國集郵家阿克曼（H. Ackerman）將一件小壹圓四方連，拆下左上一枚所成之物件。這件後來到美國郵商克來恩（Eugene Klien）手中，再將右上一枚撕開，成為一件橫雙連，一枚單枚，單枚的以540美元售給周祖彭，而橫雙連於1936年賣給芝加哥的華郵家紐伯利（Saul Newbury），紐伯利去世後其郵集二次委由紐約西格爾郵票公司拍賣（Robert Siegel），並允此件雙連可拆成兩單枚來買，後由沈毅醫師（Dr. James K. Senior）以美金二千七百元購得。1971年10月6日瑞士拍賣沈毅的郵集，但只剩右邊的單枚。

#### 紅印花小壹圓八卦戳銷印舊票

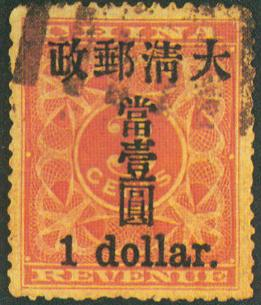
紅印花小壹圓舊票－1956年馬任全捐中國郵政郵票博物館

紅印花小壹圓舊票留世僅有一枚，是蓋有八卦戳的舊票，原為海關造冊處德籍繪圖員費拉爾所有。隨後之轉讓源流依序為上海郵商陳復祥、天津集郵家袁寒雲、上海集郵家布許、福州的阮景光、阮氏又轉回布許、布許再轉給山東劉子惠、最後在1944年7月售上海集郵家馬任全，而馬氏在1956年將它捐獻給中國郵政郵票博物館 。同年红印花郵學家王紀澤也捐獻另枚小壹圓新票予該館。

#### 紅印花小壹圓漏點票

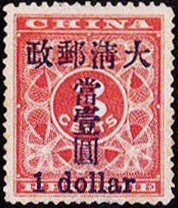
紅印花小壹圓漏點票－日本郵票博物館藏品

這枚小壹圓票，是“dollar”英文字後無句點票，原為德國客卿德鏗（Adolphus Diercking）所有。德鏗在1912年上海郵票會成立時也曾擔任主要發起人角色，此枚小壹圓漏點票在德鏗逝世後之郵集，在1956年11月5日倫敦海馬公司（H. R. Hammer Ltd.）拍出，為澳洲華僑朱偉國以525英鎊購得。這枚小壹圓票後再被英國佛蘭克公司（J. A. L. Frank Ltd.）購去。1965年5月21日海馬洛克公司（Harmer Rooke Ltd.）拍賣此票，為日本華郵家水原明窗（原名：落合光）購得。1993年水原明窗逝後，此票收藏在其生前成立的日本郵趣協會郵票博物館。2008年，這枚紅印花小壹圓漏點票獲邀參展在台北世界貿易中心舉辦第21屆亞洲郵展。

#### 紅印花小壹圓遠距離全句點票

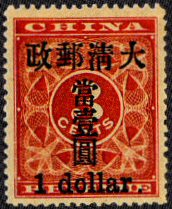
紅印花小壹圓遠距離全句點票－丁勁松藏品

紅印花小壹圓遠距離全句點票，首度在巴黎1925年世界郵王費拉里的郵集第12期拍賣出現，後來轉到美國集郵家鮑威爾（A. L. Powell）手中
。隨後轉讓給義大利藏家保羅霍克（Paul Hock），而保羅霍克與黃光城為舊識，遂由黃氏先將這枚小壹圓之英文字“dollar”後句點與英文小寫字母“r”較其他小壹圓的加蓋較寬遠之字模票，命名為：「小壹圓遠距離全句點票」:150。保羅霍克逝世後，此票被珍郵鑑定家霍康伯（Peter Holcombe）購得。四年後霍康伯的這枚小壹圓票為瑞典華郵藏家貝克曼夫婦拍獲。1999年此枚小壹圓票雖曾送拍，後又保留未售，而在2008年，由上海集郵家丁勁松直接向貝克曼夫婦洽購。

### 紅印花當伍圓倒蓋票

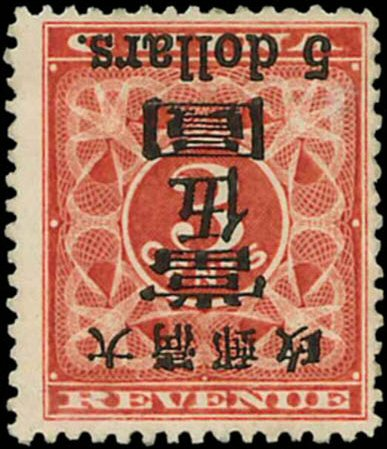
紅印花當伍圓倒蓋票

此票為「當伍圓」票之倒蓋異體票。集郵家黃光城推測當伍圓倒蓋票數量至少印製三百枚，但因匯兌銷毀存世量罕少。集郵家趙人龍估計當伍圓倒蓋票的存世量為正蓋票的1/3，很多研究資料裏則提到紅印花當伍圓倒蓋票存世量約70餘枚。2009年1月，一枚紅印花伍圓倒蓋票於香港Spink所舉辦的拍賣會中拍出38萬港幣高價。
存世最大連票：1992年，瑞士Corinphila郵票公司出現一組紅印花當伍圓倒蓋票橫四連新票，成交價為72000瑞士法郎。此件孤品，與瑞士Corinphila在2007年付拍的當伍圓橫雙連、當伍圓倒蓋橫雙連、大壹圓九方連及2008年付拍的小貳分帶844張號百枚大全張、大壹圓15方連均出自瑞典工業家諾登菲特（Thorsten Nordenfelt）之集藏。
僞票拍賣：2011年2月26日，香港Interasia拍賣二件紅印花當伍圓倒蓋票，一件紅印花當伍圓倒蓋票以82.8萬港幣成交；另一件橫三連以552萬港幣成交，但事後證實係將紅印花加蓋淡墨之低面值票以化學藥水洗掉黑色加蓋字體，然後再另行加蓋“大清郵政當伍圓 5 dollars”等字樣之偽票，拍賣公司退款撤回拍賣物。

### 紅印花小貳分倒蓋兼複蓋票

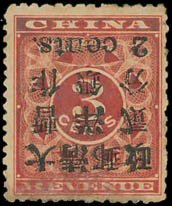
紅印花小貳分倒兼複蓋票－丁勁松舊藏

此票是「小貳分」錯異體票的其中一種，素有「紅印花錯體之王」的稱號，當初只加蓋一格（橫10×縱2）共20枚。紅印花小貳分倒蓋兼複蓋的複蓋痕跡不像小貳分複蓋票那麼明顯；至於這種不明顯的複蓋現象是紙張移動造成、分次加蓋造成或是印刷工人故意造成，目前沒有定論。根據文獻記載，紅印花小貳分倒蓋兼複蓋存世有19枚，扣除多年來蹤跡不詳者，僅餘12枚。2010年7月31日，香港Interasia公司拍賣一枚品相稍次之紅印花小貳分倒蓋兼複蓋票，成交價為92萬港幣。

### 紅印花小字肆分複蓋票

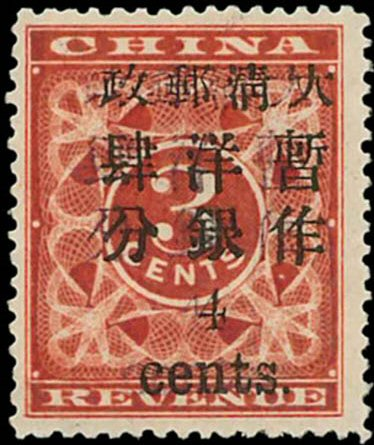
紅印花小肆分複蓋票－貝克曼夫婦舊藏

「小肆分複蓋票」是紅印花小肆分票唯一的錯異體票。如果拿放大鏡檢視，可以很明顯的看出這種錯體票的加蓋字跡一濃一淡。至於這種現象的成因則是，印刷工人先採用紫色油墨加蓋一次，不過顏色較淺；字跡較模糊。隨後，印刷工人再換用黑色油墨重新加蓋一次。結果，由於前後加蓋的字跡，兩者位置不可能百分之百吻合，因此便出現這種紫黑雙色複蓋票。一枚小肆分複蓋票在2004年蘇黎世亞洲（Zurich Asia）秋拍以59.8萬港幣成交。據紅印花專家黃光城考證，此種雙色複蓋小肆分票存世僅19枚，其中有4枚舊票，小肆分複蓋票存世連票，為一件橫三連，一件橫雙連。吳樂園曾將此兩件票品複組成一件橫五連，收錄在吳樂園紅印花專集之中:73，後來吳樂園出售其郵集時，此複組橫五連再被分拆為一件橫三連，一件橫雙連。

### 紅印花小貳分綠色加蓋票

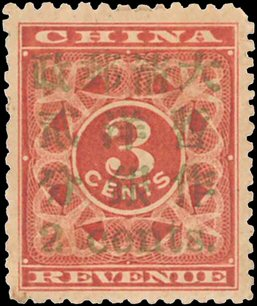
紅印花小貳分綠色加蓋票(綠衣紅娘)－丁勁松藏品

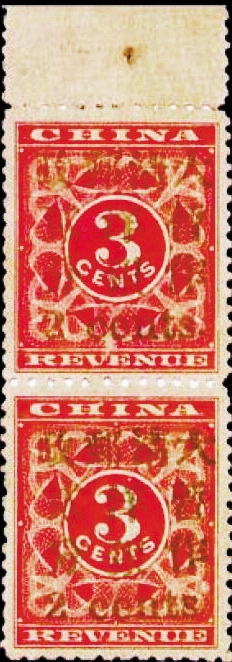
紅印花小貳分綠色加蓋直雙連票-1981年由香港孫祿芳捐中國郵票博物館

小貳分的綠色加蓋試樣票，有綠衣紅娘之雅稱。此票最初由陳志川向某外國人購得，後來因為陳專集大龍郵票，便在1941年賣給天津宋慧泉；但轉讓過程中並非一帆風順，眾多集郵者相互較勁，只為得此珍品。起初，有人懷疑綠衣紅娘的成因是黑色油墨退色；但事實上黑色油墨褪色不會變為綠色。後來經過多次考證，這種郵票是北京白紙坊財政部印刷局因戰亂而外流的郵政樣票。1948年，又有一枚小貳分綠色加蓋票露面，其上同時印有黑色英文“Specimen”（樣票）字樣。此後到1963年間，又陸續發現5枚，故由此而斷定，紅印花小貳分綠色加蓋票並非正式發行的郵票，只是當時印刷廠試色的樣票。樣票印妥後，主管覺得用綠色油墨的文字加蓋在紅色票面上，會讓字跡不清楚；只好改成黑色油墨:130。紅印花專家黃光城當年先將此票取了一個「綠衣紅娘」的別緻雅號。1997年11月，英國斯賓客（Spink）拍賣一枚未見登錄的綠衣紅娘，該票系紐西蘭大郵商法蘭克斯（Laurie Franks）舊藏。綠衣紅娘雖曾被發現10枚，但現有案可稽者僅九枚（含一直雙連）。2009年世界郵展，一件1981年由香港集郵家孫祿芳捐獻給國家的“綠衣紅娘”直雙連票參與展出。它現存於中國郵政郵票博物館。1998年台北延平集郵社老闆黃明正，為籌措女兒赴紐約茱莉亞音樂學院學費，開價300萬台幣求售一枚綠衣紅娘，在台灣無人承接，此票後來在香港售出。而黃明正賣出的這張郵票，在2004年12月7日香港蘇黎世亞洲（Zurich Asia）舉辦一場華僑集郵家林修禾（Robert Tan）紅印花金獎郵集專拍場上，以345萬港幣成交。2010年7月31日香港Interasia拍賣一枚綠色加蓋票（林文琰先生舊藏），估價800萬港幣，但流標。以前，紅印花綠色加蓋票與1953年克拉克（H.B.R. Clark）遺集中出現的那一枚小貳分墨綠色加蓋票，被集郵界歸為同一類。但是，郵學家黃建斌認為：克拉克舊藏這枚墨綠色加蓋票是接近黑色的「墨綠色」，仔細看，好像是黑色與綠色相互混合在一起。截至目前為止，這種墨綠色加蓋票成因為何，集郵界尚未有所定論。集郵界一般易將此種加蓋票與「綠衣紅娘」混淆。不過，存世「綠衣紅娘」是翠綠色加蓋，與墨綠色加蓋有所不同。至今在文獻上記載的紅印花小貳分墨綠色加蓋票存世僅三枚。2001年莊順成太陽郵集在美國紐約拍賣，出現一枚墨綠色加蓋票。2012年12月香港Interasia拍賣會，一枚墨綠色加蓋票最後以172.5萬港幣成交。

### 紅印花小貳分複蓋票

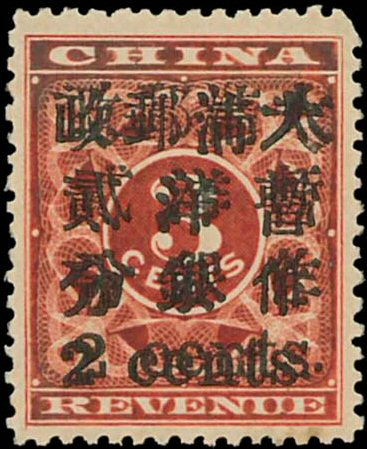
紅印花小貳分複蓋票－王紀澤舊藏

紅印花小貳分複蓋票的成因是加蓋黑色文字時，第一次加蓋之後發現字跡稍淡，因此重新再加蓋一次；但兩次加蓋的黑色字跡無法完全重疊，造成類似殘影的模糊現象。正因為郵票票面清楚顯現了黑色字模加蓋兩次的痕跡，複蓋票也可稱為雙蓋票。此外，小貳分複蓋票清晰的錯異體，當然難逃集郵家的法眼；對於這些求之不得的變體票，皆會謹慎留藏；因此，今天被發現的小貳分複蓋票多是都沒使用過的新票。紅印花小貳分複蓋票目前僅發現一格20枚，存世連票為兩件四方連，一件橫雙連，且郵緣重重，這20枚小貳分複蓋票已被後世集郵家全數發現並重組成功。

### 紅印花小貳分倒蓋票

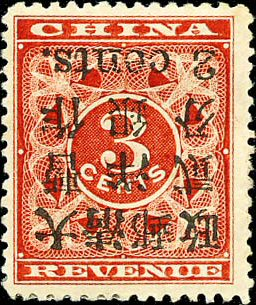
紅印花小貳分倒蓋票－1972年吳樂園讓品目錄

紅印花小貳分倒蓋票是小貳分加蓋字模與原票圖案呈現上下顛倒的一種錯異體票。在紅印花郵票中，只有當伍圓與小貳分票存在倒蓋現象。產生倒蓋的原因很簡單。在加蓋過程中，紅印花原票被粗心大意的印刷工人上下顛倒放置於印刷機內，完成加蓋後的文字便會和原票圖案構成上下180度的倒蓋異象。最新研究文獻憑藉小貳分倒蓋兩個存世張號1004號與1245號，以及第100號原票紅絲線特殊版記的證據顯示，小貳分倒蓋票約印製三全張共300枚，扣除小貳分倒蓋兼複蓋票一格共20枚，餘為280枚。小貳分倒蓋票目前發現的最大連票是橫二縱五的十方連，原為吳樂園集藏:7。2010年1月30日，瑞典知名婦產科醫師奧爾松（Dr. Dan Sten Olsson）的郵集委由Interasia在香港公開拍賣，其中一件承繼自美國華郵大王施塔少校（Major James Starr）的紅印花小貳分倒蓋六方連以230萬港幣成交。1983年吳樂園編著之《紅印花加蓋郵票專集》第135頁則收錄一件紅印花小貳分倒蓋四方連（兼含一枚倒S與一枚逗點版式變異票）:135。2014年1月11日，一枚小貳分倒蓋票在香港拍賣成交為43.7萬港幣。

### 紅印花小字肆分票（俗稱小肆分）

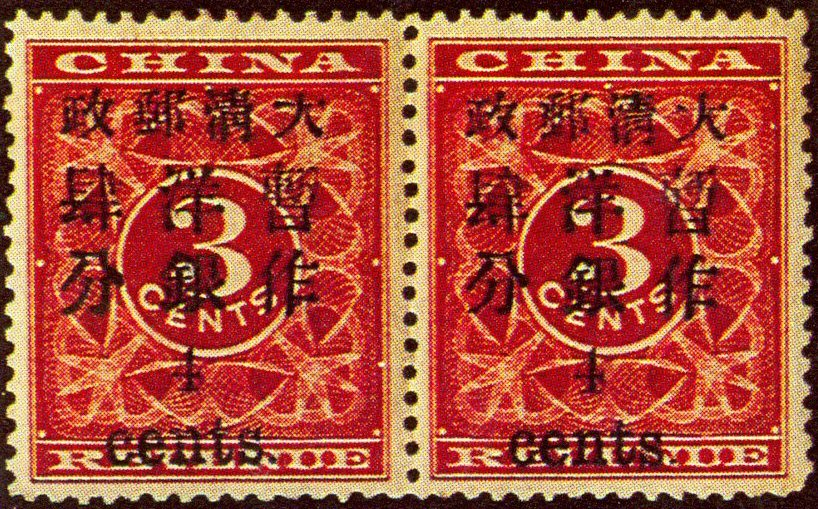
紅印花小肆分橫雙連－1991年香港旭力郵票公司拍賣

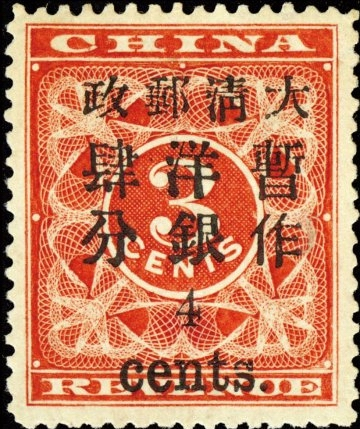
紅印花小肆分票－2011年台北蟠龍郵票拍賣

根據當時海關西班牙籍客卿綿嘉義（Juan Mancarini，1860-1939）撰寫的《華郵報告書》中記載，紅印花小肆分僅試印200枚。其加蓋版式，一格為5×5個子模，因原加蓋的阿拉伯數字被當局認為字體太小，此後來就以大字4分字體加蓋。紅印花小肆分含一格5×5共25枚複蓋變體票，加上20枚底部被剪齒郵票，因此，小肆分正常票僅餘155枚。小肆分單枚新票在2003年申城郵品拍賣會成交價11.2萬港幣，2004年香港蘇黎世亞洲（Zurich Asia）秋拍中的成交價為6.9萬港幣。2013年6月，一枚小肆分票成交價是55.2萬港幣。紅印花小肆分存世最大連票為一件六方連，2008年7月26日，這件六方連在香港Zurich Asia拍賣以506萬港幣成交，歸上海丁勁松典藏。據黃光城先生統計，紅印花小肆分四方連存世約七件。中國知名劇作家夏衍曾藏有一件紅印花小肆分四方連，在1991年連同其他藏品全數捐獻給上海博物館；2015年4月，上海博物館特地為夏衍的舊藏舉辦了一場首次以郵票為主題的特展。另一件紅印花小肆分四方連原帶有完整上邊紙，在吳樂園紅印花專集之中有清晰彩照:63。吳樂園出售其紅印花專集後，此件小肆分帶上邊紙四方連一度由台南一位許姓集郵家典藏。若干年後，該許姓集郵家委託蘇富比拍賣此件票品，竟然在預展時失竊，票品不知去向。1997年，這件小肆分四方連雖然重現上海國際郵票錢幣博覽會郵品拍賣會，但是上邊紙已被撕去。小肆分雙連，原存世可考者有三件（含一件吳樂園舊藏之直雙連舊票）:14。1991年5月，香港旭力集郵公司出現一件紅印花小肆分橫雙連新票，1992年，此件橫雙連在台北牯嶺街某郵票公司公開拍賣，台灣華視新聞還特地出動採訪小組實地到現場採訪，後來此票又於1997年由台北蟠龍公司付拍，目前花落誰家不詳。1998年11月，蘇富比在香港拍賣一件吳樂園舊藏之小肆分直雙連舊票，據悉，此件小肆分直雙連舊票已被分拆成兩個單枚。另一件紅印花小肆分橫雙連在2012年12月香港Interasia拍賣會，以207萬港幣成交。此件雙連為吳樂園紅印花專集中的四方連分拆而成，諷刺的是，這件雙連與那件曾被偷竊且被撕去上邊紙的小肆分四方連曾同時出現在1997年那場上海郵品拍賣會。「小肆分」為紅印花貴票，但有不肖之人將大肆改小肆（將大肆分的阿拉伯數字4刮除，換成較小的數字4）來做僞票。如票背為無膠或二次膠，應留意是否為僞票，僞票用20倍放大鏡不易看出，現今，紅印花蒐藏家習慣採用高倍數電子顯微鏡鑑定辨偽。

### 紅印花當伍圓票

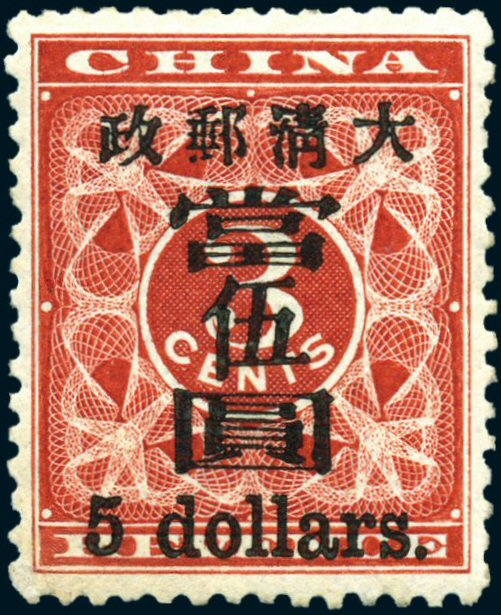
紅印花當伍圓郵票

雖加蓋二萬枚，然大多貼於匯票上用罄，不多作對外發售郵資支付用途，且匯款兌付後，即將匯票繳銷，所以流世甚少，應不足三百枚。現存世之新票大多自匯票洗下，其背多為無膠或二次膠。民國30年代，大陸已故集郵家鄭汝純先生曾保藏一件當伍圓五方連（此件是四方連加右上角一枚），為存世伍圓正蓋最大方連，但此件後來毀於戰火中。而現今存世連票中，最大者為雙連約十件。複組連票共兩件，其中一件係由兩個直雙連複組而成之四方連（據聞已被分拆）、一件係由兩枚單枚與一件橫雙連複組而成的橫四連。此件珍郵最早為我國首代郵王周今覺先生擁有，對日抗戰期間曾在上海公開展出過，多年來，當伍圓正蓋票未曾聽聞過比雙連更大的連票現世。而帶邊紙的雙連票存世僅兩件，且均為橫雙連。一件是1991年美國太陽郵票公司拍賣的帶左邊紙橫雙連，品相絕佳，為台灣郵商周傳義先生持有。周傳義先生於1993年6月30日將此件當伍圓帶左邊紙橫雙連安排於其主持的《道明郵拍目錄》第20期封底，敘述中言明此件寶物為世界僅存紅印花當伍圓橫雙連帶有左邊紙的唯一孤品，其品相更是極品（post office fresh－如郵局剛發行之完好），估價為6萬美元；另一件是已故菲籍華裔集郵家莊順成珍藏的帶下邊紙橫雙連（圖案歪斜，品相稍次），於2001年6月23日由美國Matthew Bennett拍賣公司於紐約拍出2.9萬美元（不含10％佣金）。2014年1月11日香港Interasia拍賣，一枚帶有部份原膠的紅印花當伍圓票以55.2萬港幣成交。
僞票拍賣：2011年2月26日，香港Interasia拍賣一件過去拍賣記錄與文獻上未曾著錄的新發現紅印花當伍圓帶左邊紙橫雙連，成交價為345萬港幣。但事後證實皆係將紅印花加蓋淡墨之低面值票以化學藥水洗掉黑色加蓋字體，然後再另行加蓋「大清郵政當伍圓 5 dollars」等字樣之偽票，拍賣公司退款撤回拍賣物。

## 紅印花其他錯異體珍郵

### 紅印花小貳分黏蓋票

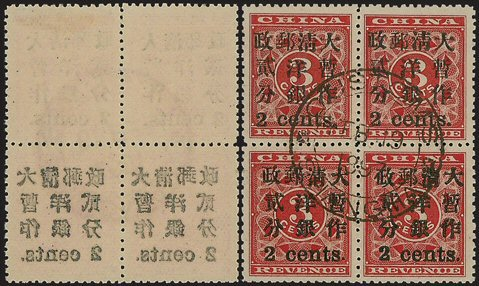
紅印花小貳分黏蓋票四方連－黃光城舊藏

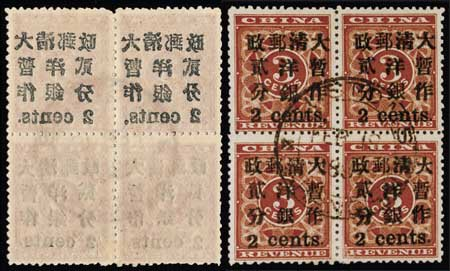
紅印花小貳分黏蓋票四方連－丁勁松藏品

紅印花小貳分的加蓋業務當時是由一家民營印刷廠承攬；因此，紅印花郵票八種面值當中，小貳分票的錯異體票種類最多:35。一百多年前，印刷機不像今天這麼進步；所以，機器每印刷一次，印刷工人就需替換紙張一次。假如來不及換紙，但是上次印過的紙已經被工人取出來，應該放的新紙卻來不及放進去，機器空印一次之後，印模底面會留下油墨痕跡。如下次再放紙進去，正面印的很正常，但紙的背面卻同時印到上回機器空轉時，印模留下的油墨，這叫做「透印」或「黏蓋」:470。由於黏蓋的現象都在郵票背面發現，集郵人當時沒有注意，所以現存小貳分黏蓋票大多是銷戳舊票，日期皆為1897年2月19日上海海關大圓戳（小貳分最早銷戳）。據文獻記載，小貳分黏蓋變體票只有加蓋一格20枚，目前發現十餘枚，最大方連為十二方連，上面四枚為黏蓋（原為前台北市建國高級中學校長黃建斌珍藏:39，後來歸菲國華僑莊順成郵集，2001年莊順成太陽郵集已在美國紐約拍賣。），兩件四方連，一件為上兩枚黏蓋（源自2005年Zurich Asia柯治軍博士 Dr. Danny Ko 郵集拍賣，現為上海丁勁松珍藏），一件為下兩枚黏蓋（黃光城舊藏，後歸黃明芳珍藏），這些票品背面均有非常清晰完整的印模字跡，與一般背面沾到些許印刷機器未乾黑色墨水的「沾印」有極大差異。由於小貳分黏蓋票存世的方連中，黏蓋變體只發生在其中一排；因此，正是紅印花小貳分百枚全張分五次加蓋（一次加蓋20枚）的有力證據。

### 紅印花大肆分黏蓋票

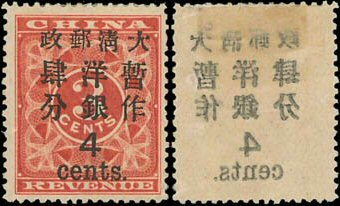
紅印花大肆分黏蓋票－林文琰舊藏

現存紅印花之黏蓋票，僅在小貳分、大肆分兩種面值的加蓋票中被發現。據悉，大肆分黏蓋票為費拉爾所發現:62。根據黃光城先生記述，紅印花大肆分之黏蓋票均為單枚，尚未發現連票存世。而受集郵界認可的紅印花大肆分黏蓋票，存世僅約數枚:62，在每一枚之背後皆有清晰可見的黑色加蓋字模，非紅印花低面值票常見之背面油墨沾印現象。台灣已故寶島郵王張敏生郵集中，珍藏有一枚大肆分黏蓋票，是承繼自黃光城先生，而香港林文琰先生也珍藏有一枚類似之票品。另紅印花當壹分票雖也有發現一種疑似黏蓋票，但事實上應該是上一張印刷油墨未乾，下一張印刷疊放後，產生票背不清楚的油墨沾印現象，而非黏蓋票。

### 紅印花小貳分越位加蓋票

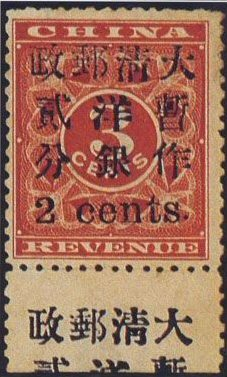
紅印花小貳分越位加蓋票－丁勁松藏品

紅印花小貳分票有一種特殊的錯蓋異體，一般都稱之為「越位加蓋」。越位加蓋的紅印花小貳分票，最早由上海集郵家梁芸齋保藏一枚單枚；多年後，黃建斌自國外拍回一件橫雙連。至於造成越位加蓋的原因，黃光城在其未發行的「紅印花郵票專輯」提到兩個原因：第一，因為加蓋移位導致全張原票上面某一奇數之一橫列漏蓋。接著各格再依次下移加蓋，於是第五全格之第11號到第20號黑色字模便蓋在郵票下面的白色邊紙。第二，紅印花原票全張或許缺少了第一橫列（十枚），加蓋時沒有發現，工人仍然照舊逐格加蓋，蓋到第五格時只剩原票一橫列，第11號到第20號便被蓋在郵票下方的白邊紙上。黃光城認為，第一種原因較可能產生，但直至今日，確切成因仍尚無有力佐證。2001年6月菲籍華僑莊順成的太陽郵集在美國紐約拍賣，出現一件黃建斌舊藏的紅印花小貳分越位加蓋票橫雙連，最終以6.8萬美元成交。2003年6月，香港蘇黎世亞洲（Zurich Asia）拍賣推出黃明芳郵集專場，其中有一枚小貳分越位加蓋票單枚，最後被上海丁勁松拍獲。

### 紅印花當壹分左邊縫漏齒票

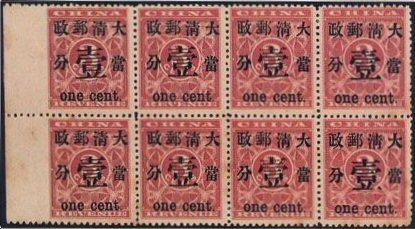
紅印花當壹分左邊縫漏齒八方連－王紀澤舊藏

紅印花原票印製精美，漏打齒孔的疏失很少產生。目前只有當壹分、小貳分有左邊縫漏齒的異體。現在，紅印花當壹分漏齒票最大方連是八方連，原為王紀澤舊藏。原本這件八方連是十二方連，最早被上海集郵家徐慕邢在香港買到。後來徐氏把十二方連分橫四連一件，八方連為一件，賣給王紀澤。王氏紅印花專集後來陸續流到香港，紅印花當壹分漏齒橫四連先後被譚光瑾、黃建斌、李定方、吳樂園收藏，接著又被撕成一件橫雙連票。至於紅印花當壹分漏齒八方連，已於2001年上海拍賣行秋季拍賣會上重新現世，經過一番競價後，成交價高達121萬人民幣。

### 紅印花小貳分左邊縫漏齒票

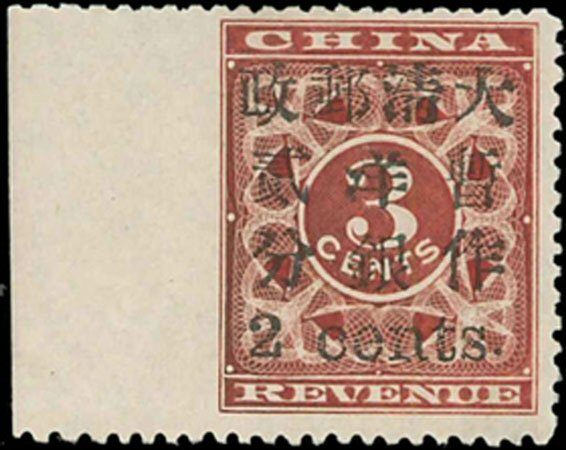
紅印花小貳分左邊縫漏齒票－黃明芳舊藏

紅印花小貳分漏齒票，目前現存最大方連為兩件四方連。第一件原為上海葉頌藩、葉振伯父子舊藏，全部郵集後歸其孫葉德禮。王紀澤得知消息後，徵得葉母同意後購得:230。2002年5月在上海拍賣行拍賣，此件珍品由丁勁松以110萬元人民幣成交。第二件紅印花小貳分漏齒四方連為紅印花專家黃光城先生在台北得到，品相比另一件四方連更好:230。紅印花小貳分漏齒票單枚，原票主為美國柯治軍博士，後被台北黃明芳先生購得。2011年2月，黃明芳這一枚小貳分左邊縫漏齒票已在香港拍賣售出。

## 紅印花原票之存世印刷張號
紅印花原票每一大全張右上方白邊紙處，皆按照順序編印「印刷張號」，每張一號，中國所有古典郵票中，以紅印花郵票最早印有「印刷張號」，其張號是由原票承印廠於印刷原票之後，在每一大全張右上角白邊處以手工編號機用黑色油墨逐張加印。因此，後人研究紅印花加蓋票之數量及各面值加蓋先後順序時，可依其存世之印刷張號來統計估算。紅印花八種加蓋面值中，小壹圓、小肆分、當伍圓未有張號存世。其餘五種加蓋面值，當壹分、小貳分、大貳分、大肆分及大壹圓均各自有張號存世。以下為紅印花各面值已發現張號一覽（按照加蓋順序排列）。

### 紅印花大壹圓存世印刷張號
7，56，113，140，299。共發現5件:1-6。其中，紅印花大壹圓帶張號7號為現存紅印花各面值加蓋票中，已發現之最小張號。

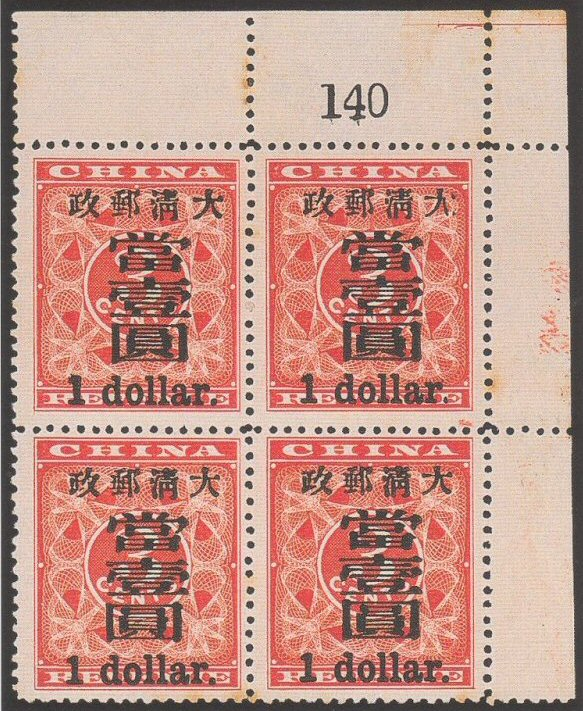
紅印花大壹圓四方連帶140張號－周煒良舊藏
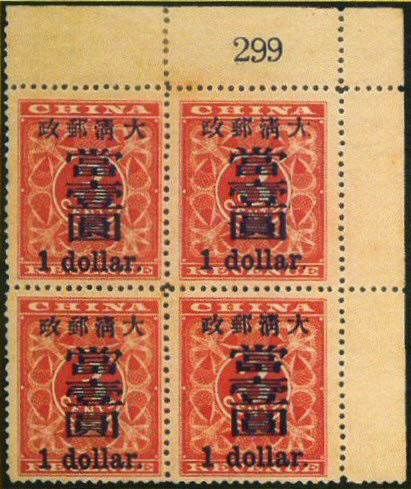
紅印花大壹圓四方連帶299張號－黃明芳舊藏

### 紅印花小貳分存世印刷張號
紅印花小貳分印刷張號共發現34件:7-40。其中，張號650、844、961及966號是僅發現的四張大全張。張號844號於2008年10月新發現，為瑞士Corinphila公司第156期拍賣編號3580號拍品，成交價28萬瑞士法郎，現為上海丁勁松珍藏。張號1000號為小貳分複蓋單枚。張號1004號與1245號各為小貳分倒蓋單枚:101。以目前存世的兩件小貳分倒蓋票帶張號的郵品做為佐證，紅印花原票的印刷張號並非是運抵上海後，造冊處加蓋黑色字模時順便加蓋上去的。它們是在華德路公司印刷原票時就同時印好。2006年11月28日，上海拍賣行拍賣帶1245號張號的小貳分倒蓋票，成交價是56萬人民幣。

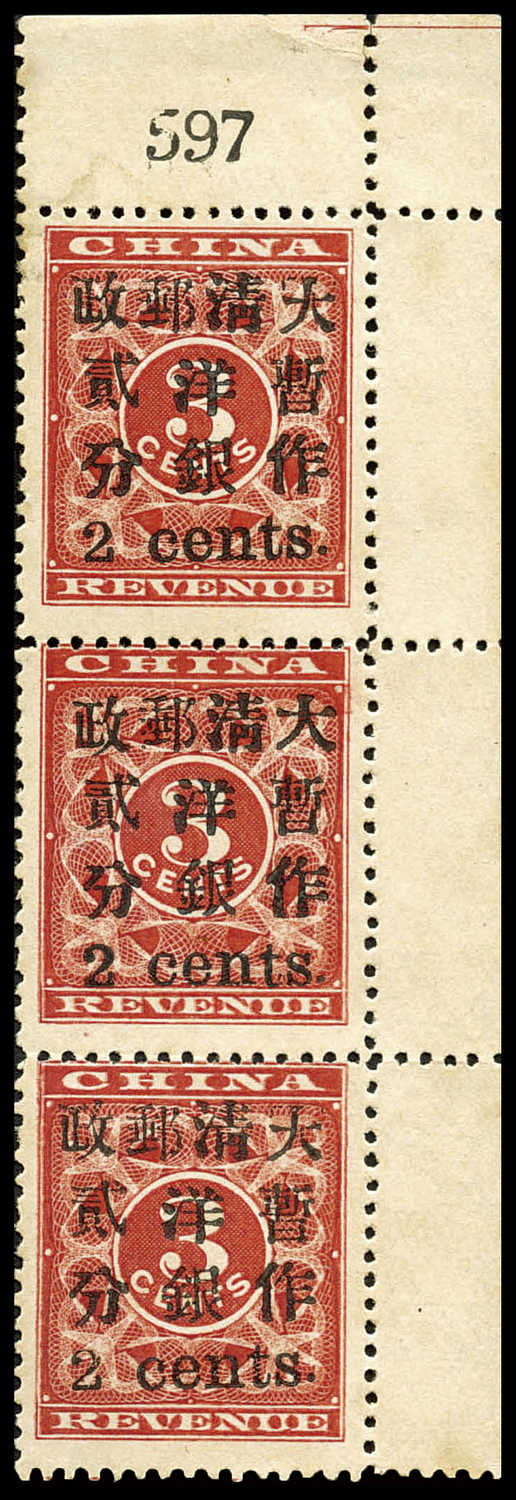
紅印花小貳分直三連帶597張號
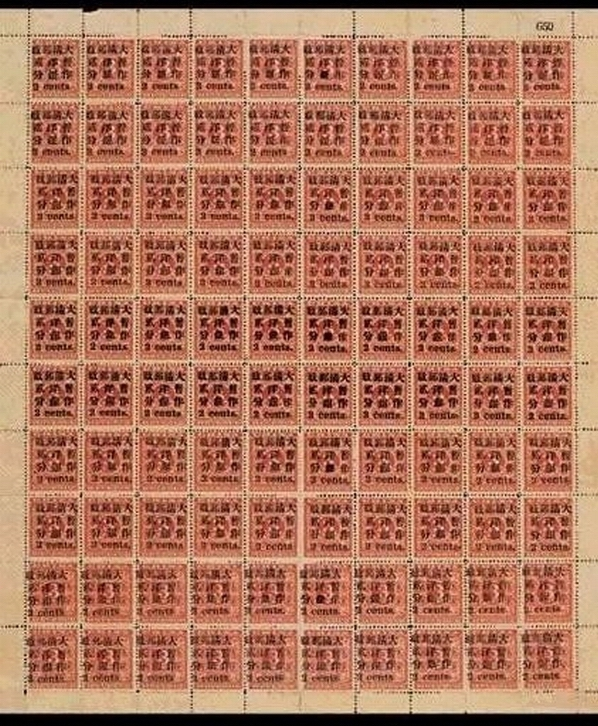
紅印花小貳分全張帶650張號
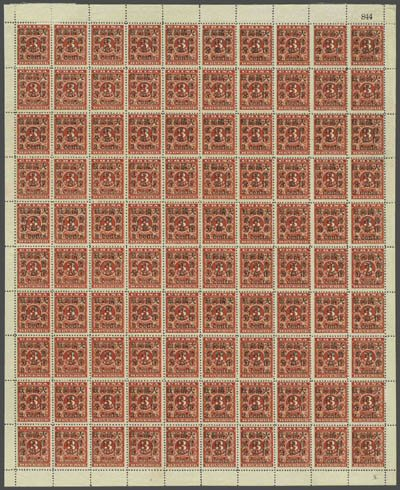
紅印花小貳分全張帶844張號－丁勁松藏品
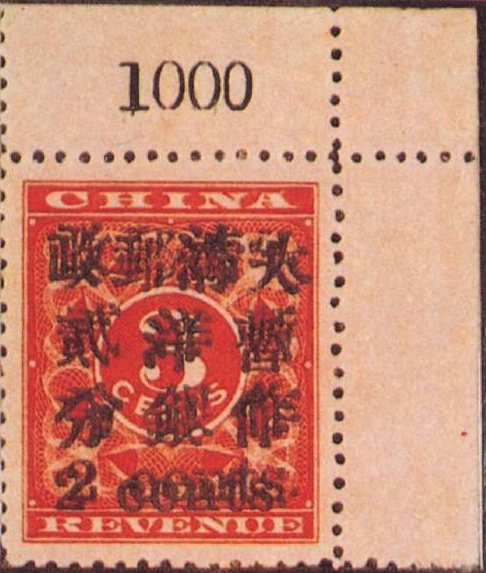
紅印花小貳分複蓋帶1000張號－張敏生藏品

### 紅印花當壹分存世印刷張號
紅印花當壹分印刷張號共發現85件:41-110。2008年10月17日瑞士Corinphila拍賣公司第3561號拍品，為一件新發現的當壹分25方連全格票，帶1837張號，最終以3.2萬瑞士法郎成交。

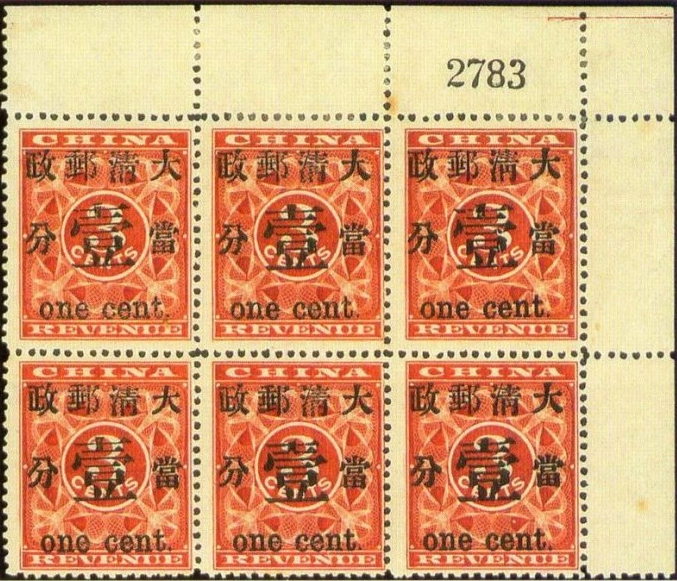
紅印花當壹分帶2783張號
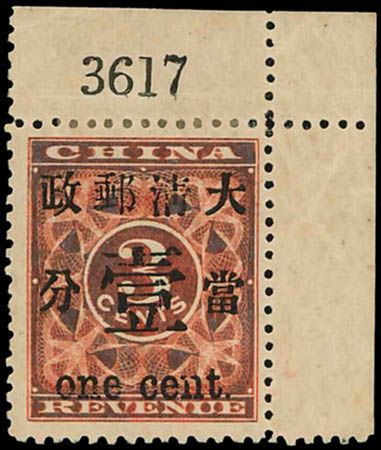
紅印花當壹分帶3617張號

### 紅印花大肆分存世印刷張號
2305，2313，2386。共發現3件:111。紅印花大肆分加蓋數量雖近五萬枚，但帶張號者，現僅發現3件。2014年4月20日，一件新發現的紅印花大肆分四方連帶2313號張號在上海拍賣行以529萬人民幣成交。

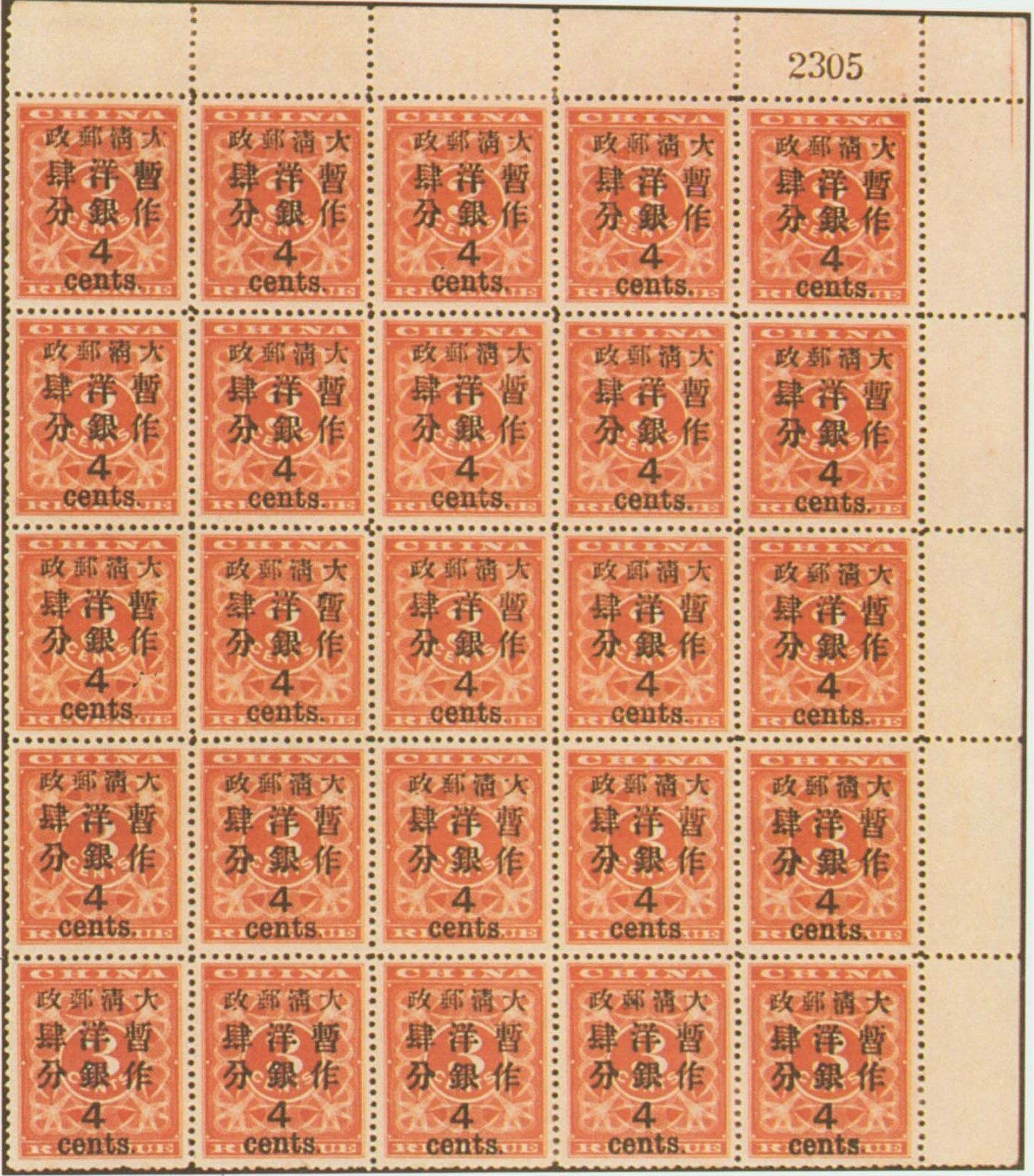
紅印花大肆分帶2305張號
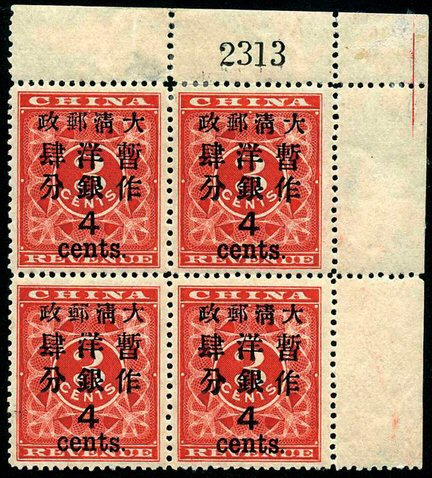
紅印花大肆分帶2313張號

### 紅印花大貳分存世印刷張號
紅印花大貳分印刷張號共發現31件:115-143。張號6500號為大貳分上半全張50方連。此為現存紅印花各加蓋面值最大張號，集郵界由此張號論斷紅印花原票加蓋總數應是6500張10×10百枚大全張，共65萬枚。

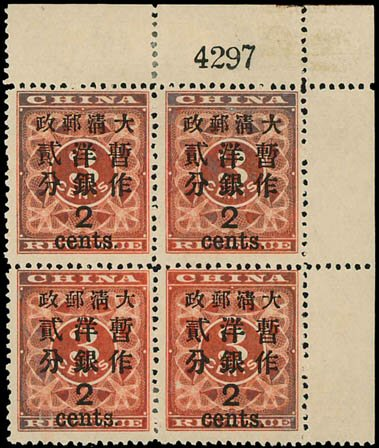
紅印花大貳分帶4297張號
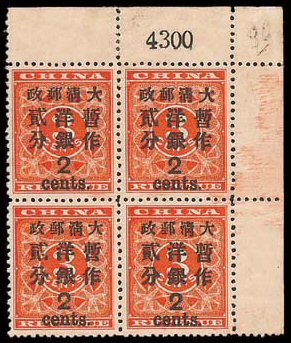
紅印花大貳分帶4300張號

## 紅印花存世舊票之最早銷戳日期
紅印花郵票的發行日期，若依據現有的郵政公文與命令解釋，應該是在1897年2月2日（清光緒23年1月1日）。但是已經確定發行日期的郵票，若是其發售與銷戳的日期，都與發行日期不同，也可稱之為發售、銷戳或使用的首日。例如紅印花郵票之發售及銷戳的首日是1897年1月11日:569。此外，紅印花存世舊票之最早銷戳日期，也因為各種面值郵票之不同而互異如下：
- 紅印花小壹圓：雖有舊票銷八卦戳，但日期不可考，現為中國郵政郵票博物館鎮館之寶之一[123]。
- 紅印花大壹圓：1897年1月11日[1]:569[32]:81。
- 紅印花小貳分：1897年2月19日[1]:568[71]:153。
- 紅印花當壹分：1897年2月25日[1]:568[71]:153。
- 紅印花大肆分：1897年2月25日[1]:569[71]:153。
- 紅印花大貳分：1897年4月24日[1]:568[71]:153。
- 紅印花小肆分：1897年6月25日[1]:568。
- 紅印花當伍圓：1897年10月14日[1]:569。

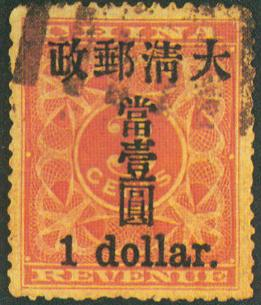
紅印花小壹圓銷八卦戳－日期不可考
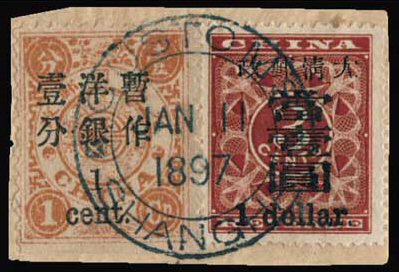
紅印花大壹圓最早銷戳－1897年1月11日
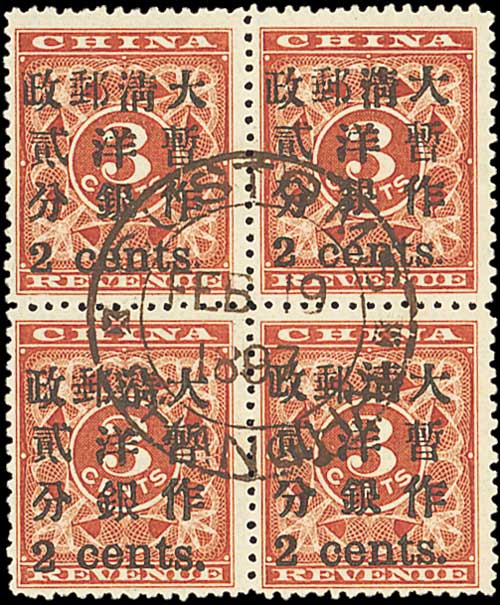
紅印花小貳分最早銷戳－1897年2月19日
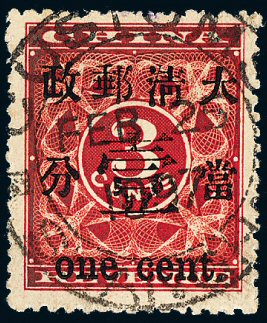
紅印花當壹分最早銷戳－1897年2月25日
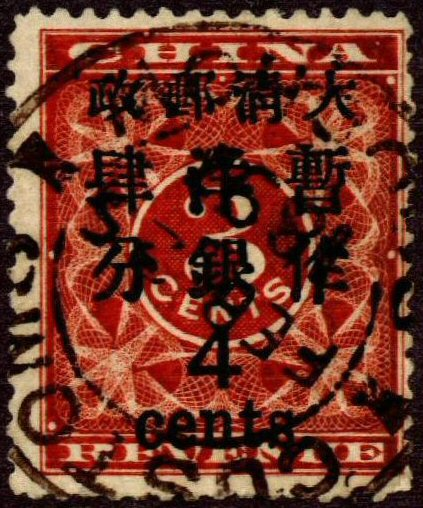
紅印花大肆分最早銷戳－1897年2月25日
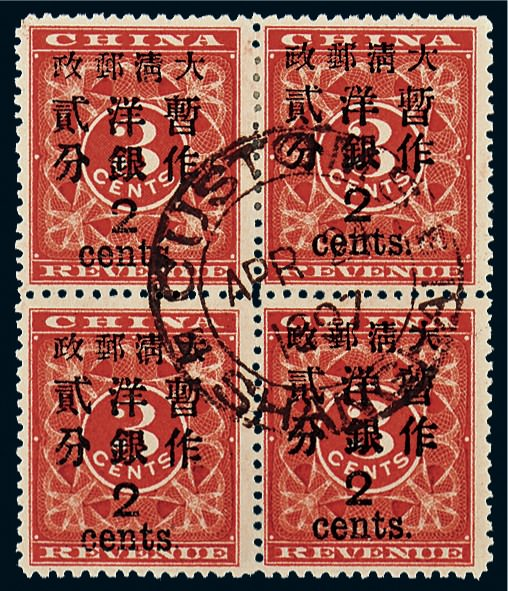
紅印花大貳分最早銷戳－1897年4月24日
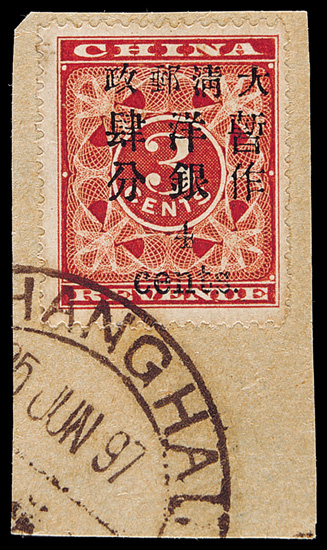
紅印花小肆分最早銷戳－1897年6月25日
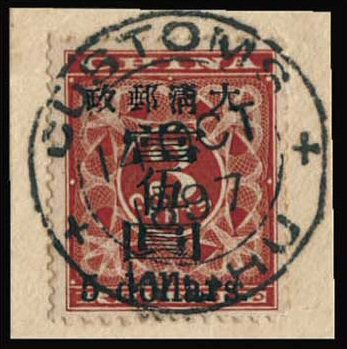
紅印花當伍圓最早銷戳－1897年10月14日

### 引用
1. 1 2 3 4 5 6 7 8 9 10 11 12 13 14 15 16 17 18 19 20 21 22 23 24 25 26 27 28 29 30 31 32 33 34 35 36 37 38 39 40 41 42 43 44 45 46 47 48 49 50 51 52 53 54 55 56 57 58 59 60  交通部郵政總局. . 台北 0: 交通部郵政總局. 1987-05-01 （中文（臺灣））.
2. 1 2 3 4 5 6  黃光城. . 高雄: 財團法人高尚郵藝文教基金會. 1992-05-30: 141–142 （中文（臺灣））.
3. 1 2 3 4 5 6 7  黃光城. . 馬尼拉. 1976 （中文（臺灣））.
4. 1 2  交通部郵政總局. . 台北: 交通部郵政總局. 1984-10-10 （中文（臺灣））.
5. 1 2  黃光城. . 菲華郵刊. December 1952, (1): 5–7 （中文（臺灣））.
6. 1 2 3  朱煥鈞. . 2009年度郵學演講集. 2010-01-01, (18): 4–24 （中文（臺灣））.
7. 1 2  Corinphila Auctions AG. . Zurich: Corinphila Auctions AG. 2008-10-16 （英语）.
8. 1 2 3  . Philasearch.com.   [2014-07-01]. （原始内容存档于2014-07-14） （英语）.
9. ↑  晏星. . 今日郵政. 1990-11-20, (395): 12 （中文（臺灣））.
10. ↑  黃光城. . 中國郵刊. August 1973, (31): 6–9 （中文（臺灣））.
11. ↑  晏星. . 凱燕周訊. 1990-05-24, (267) （中文（臺灣））.
12. ↑  . 台北: 中華郵政全球資訊網.   [2014-05-30]. （原始内容存档于2016-03-04） （中文（臺灣））.
13. 1 2  交通部郵政總局. . 台北: 交通部郵政總局. 1982-03-20 （中文（臺灣））.
14. 1 2 3 4 5 6 7  公孫柳. . 台北. 1961-05 （中文（臺灣））.
15. ↑  陳守煒. . 台北: 金玉舫書社. 1991-03: P43–45 （中文（臺灣））. 珍貴國郵知多少
16. ↑  黃光城. . 郵票世界. April 1984, (33): 8 （中文（臺灣））.
17. ↑  黃光城. . 郵票世界. May 1984, (34): 4 （中文（臺灣））.
18. ↑  
Zurich Asia. . Hong Kong: Zurich Asia. 2004-12-07 （英语）.
19. 1 2  鄒小亮. . 郵海史林. 2007, 6 (23) （中文（中国大陆））.
20. ↑  深圳世紀經典拍賣有限公司. . 深圳: 深圳世紀經典拍賣有限公司. 2002-12 （中文（中国大陆））.
21. ↑  . 北京: 博寶藝術網.   [2014-06-30]. （原始内容存档于2014-07-14） （中文（中国大陆））.
22. ↑  Spink. . Hong Kong: Spink. 2002-11-24 （英语）.
23. 1 2  Spink. . Hong Kong: Spink. 2008-01-20 （英语）.
24. ↑  . 香港: Interasia Auctions Ltd.   [2014-05-30]. （原始内容存档于2014-07-14） （英语）.
25. ↑  . 瀋陽: 盛京郵刊.   [2014-05-31]. （原始内容存档于2016-03-04） （中文（中国大陆））.
26. ↑  . 北京: 收藏品藝術網.   [2014-06-02]. （原始内容存档于2014-08-04） （中文（中国大陆））.
27. ↑  蔡文隆. . 台北: 蟠龍拍賣公司. 2011-02-13 （中文（臺灣））.
28. ↑  遠東郵票拍賣公司. . 台北: 大華郵幣社. 2013-01-13 （中文（臺灣））.
29. ↑  Cherrystone Auctions. . New York: Cherrystone Auctions. 2013-09-11 （英语）.
30. ↑  . . 台北: 新浪新聞. 2014-08-13  [2014-08-13]. （原始内容存档于2014-08-13） （中文（臺灣））.
31. 1 2  丁勁松、趙岳. . 亞洲郵學家. April 2010, 1: 87–94 （中文（中国大陆））.
32. 1 2 3  張敏生. . 鹿港. 1996-03-20 （中文（臺灣））.
33. ↑  George Alevizos. . Los Angeles: George Alevizos. 1983-04 （英语）.
34. 1 2  . 北京: 中華網.   [2014-06-22]. （原始内容存档于2017年3月5日） （中文（中国大陆））.
35. ↑  . 香港: 東方日報.   [2014-06-13]. （原始内容存档于2016-03-05） （中文（香港））.
36. ↑  . 北京: 北京東方大觀國際拍賣公司.   [2014-05-30]. （原始内容存档于2014-05-29） （中文（中国大陆））.
37. ↑  陳守煒. . 台北: 龍岡數位文化公司. 2015-11: P130 （中文（臺灣））. 紅印花郵票
38. ↑  . 北京: 搜狐资訊.   [2014-06-16]. （原始内容存档于2014-07-14） （中文（中国大陆））.
39. ↑  宋路霞. . 世紀. 2006, (5): 40–44 （中文（中国大陆））.
40. ↑  陳守煒. . 經濟雜誌周刊. 1988-01-10, (46) （中文（臺灣））.
41. ↑  陳守煒. . 今日郵政. 1991-09-20, (405): 19–22 （中文（臺灣））.
42. ↑  陳守煒. . 今日郵政. 1991-10-20, (406): 14–17 （中文（臺灣））.
43. ↑  黃光城. . 今日郵政. 1982-05-16, (293): 6–7 （中文（臺灣））.
44. ↑  . 北京: 中國集郵總公司.   [2014-06-16]. （原始内容存档于2014-07-15） （中文（中国大陆））.
45. ↑  黃碧珊. . 香港: 蘋果日報. 2013-08-22 （中文（香港））.
46. ↑  林道生. . 北京: 中國集郵報. 2010-08-24 （中文（中国大陆））.
47. ↑  交通部郵政總局. . 台北: 交通部郵政總局. 1982 （中文（臺灣））.
48. ↑  . 南京: 中國江蘇網.   [2014-07-12]. （原始内容存档于2014-07-15） （中文（中国大陆））.
49. 1 2  H.R. Harmer. . London: H.R. Harmer. 1956-11 （英语）.
50. ↑  Robson Lowe. . London: Robson Lowe. 1969-11-13 （英语）.
51. 1 2 3 4  Matthew Bennett, Inc. . New York: Matthew Bennett, Inc. 2001-06-23 （英语）.
52. 1 2  . 東方收藏.   [2014-07-04]. （原始内容存档于2014-05-31） （中文（中国大陆））.
53. ↑  黃光城. . 中國郵刊. April 1972, (27) （中文（臺灣））.
54. ↑  Robert A. Siegel. . New York: Robert A. Siegel. 1962-02-06 （英语）.
55. ↑  Robert A. Siegel. . New York: Robert A. Siegel. 1964-02-27 （英语）.
56. ↑  Robson Lowe. . London: Robson Lowe. 1971-10-06 （英语）.
57. ↑  趙人龍. . 上海集郵. 2003, (12): 26 （中文（中国大陆））.
58. ↑   (再版). 北京: 北京日報. 2007-08-22  [2014-07-01]. （原始内容存档于2012-10-31） （中文（中国大陆））.
59. ↑  . 北京: 中國集郵總公司.   [2014-07-10]. （原始内容存档于2014-07-14） （中文（中国大陆））.
60. ↑  . 台北: 青年日報. 2008-03-08  [2014-07-01]. （原始内容存档于2016-03-04） （中文（臺灣））.
61. 1 2  黃光城. . 今日郵政. January 1984, (313): 10–11 （中文（臺灣））.
62. ↑  Corinphila Auctions AG. . Zurich: Corinphila Auctions AG. 1987-03-21 （英语）.
63. ↑  Sotheby's. . Hong Kong: Sotheby's. 1999 （英语）.
64. ↑  張蘭青. . 上海集郵. 2014, (2): 37–38 （中文（中国大陆））.
65. 1 2 3  
鄭新嘉. . 今日郵政. 2011-04-20, (640): 26–27 （中文（臺灣））.
66. 1 2  趙人龍. . 上海集郵. 2003, (8): 39 （中文（臺灣））.
67. ↑   . . 1920.
68. ↑  . 香港: Interasia Auctions.   [2014-05-31]. （原始内容存档于2014年5月31日） （英语）.
69. ↑  Interasia Auctions. . Hong Kong: Interasia Auctions. 2010-07-31 （英语）.
70. 1 2   (再版). 北京: 中國集郵報. 2008-07-09  [2014-05-31]. （原始内容存档于2014-05-31） （中文（中国大陆））.
71. 1 2 3 4 5 6 7 8 9  吳樂園. . 台北. 1983-03 （中文（臺灣））.
72. ↑  Sotheby's. . Hong Kong: Sotheby's. 1996-11-07 （英语）.
73. ↑  惜郵館主. . 國粹郵刊. 1942-04-01, (2) （中文）.
74. 1 2 3  黃光城. . 今日郵政. 1980-05-16, (269): 8–10 （中文（臺灣））.
75. 1 2  黃光城. . 今日郵政. 1983-08-16, (308): 5–7 （中文（臺灣））.
76. ↑  公孫柳. . 郵人郵事甲集. 1960, (1): 21–23 （中文（臺灣））.
77. ↑  宋醉陶. . 國粹郵刊. 1944-07-30, (33) （中文）.
78. ↑  宋醉陶. . 國粹郵刊. 1945-07-31, (38): 1 （中文）.
79. ↑  Spink. . Hong Kong: Spink. 1997-11-26 （英语）.
80. ↑  胡秀珠. . 台北: 東森新聞報. 2006-02-28 （中文（臺灣））.
81. ↑  . 北京: 新華網. 2010-08-16  [2014-06-22]. （原始内容存档于2016-10-12） （中文（中国大陆））.
82. ↑  王棟材. . 郵史研究. March 2007, (24) （中文（臺灣））.
83. 1 2  Interasia Auctions. . Hong Kong: Interasia Auctions. 2012-12-15 （英语）.
84. 1 2  . 香港: 香港成報. 2013-01-07  [2014-05-31]. （原始内容 (再版)存档于2014-07-14） （中文（香港））.
85. 1 2  . 長樂集郵.   [2014-06-22]. （原始内容存档于2014-07-14） （中文（中国大陆））.
86. ↑  Interasia Auctions. . Hong Kong: Interasia Auctions. 2012-04-28 （英语）.
87. ↑  趙岳. . 上海集郵. May 2011, (249): 39 （中文（中国大陆））.
88. 1 2  吳樂園. . 台北: 吳樂園. 1972-08-15 （中文（臺灣））.
89. ↑  Interasia Auctions. . Hong Kong: Interasia Auctions. 2010-01-30 （英语）.
90. 1 2  . 北京: 中國集郵報. 2014-02-18  [2014-05-31]. （原始内容 (再版)存档于2014-08-30） （中文（中国大陆））.
91. ↑  Interasia Auctions. . Hong Kong: Interasia Auctions. 2013-06-29 （英语）.
92. ↑  Zurich Asia. . Hong Kong: Zurich Asia. 2008-07-26 （英语）.
93. ↑  . 北京: 華夏經緯網.   [2015-09-22]. （原始内容存档于2018-03-27） （中文（中国大陆））.
94. ↑  . 北京: 中國集郵報.   [2015-09-22] （中文（中国大陆））.[永久]
95. ↑  . 北京: 中國新聞網.   [2015-09-22]. （原始内容存档于2015-07-20） （中文（中国大陆））.
96. ↑  朱煥鈞. . 2008年度郵學演講集. 2009-01-01, (17) （中文（臺灣））.
97. 1 2  中郵大地公司. . 上海: 中郵大地公司. 1997-11-21: 封面 （中文（中国大陆））.
98. ↑  陳守煒. . 經濟雜誌. 1992-02-09, (189) （中文（臺灣））.
99. ↑  陳守煒. . 今日郵政. 1992-04-20, (412): 28–32 （中文（臺灣））.
100. ↑  蔡文隆. . 台北: 蟠龍拍賣公司. 1997-07-28 （中文（臺灣））.
101. ↑  Sotheby's. . Hong Kong: Sotheby's. 1998-11-12 （英语）.
102. ↑  Sun Philatelics. . New York: Sun Philatelics. 1991-11-21 （英语）.
103. ↑  周傳義. . 高雄: 道明郵票拍賣公司. 1993-06-30 （中文（臺灣））.
104. ↑  Interasia Auctions. . Hong Kong: Interasia Auctions. 2014-01-11 （英语）.
105. ↑  邱家和. . 上海: 上海證卷報. 2011-03-12  [2014-05-30]. （原始内容 (再版)存档于2014-08-09） （中文（中国大陆））.
106. ↑  . 香港: Interasia Auctions.   [2014-05-30]. （原始内容存档于2014年5月31日） （英语）.
107. 1 2  柯治軍. . 今日郵政. 1990-08-20, (392): 10–13 （中文（臺灣））.
108. ↑  Zurich Asia. . Hong Kong: Zurich Asia. 2005-06-25 （英语）.
109. 1 2 3  Zurich Asia. . Hong Kong: Zurich Asia. 2003-06-21 （英语）.
110. ↑  向富傑. . 今日郵政. 1992-02-20, (410): 13 （中文（臺灣））.
111. 1 2  柯治軍. . 今日郵政. 1992-05-20, (413): 11 （中文（臺灣））.
112. ↑  黃建斌. . 寶島十年特刊. August 1966: 13–14 （中文（臺灣））.
113. 1 2  柯治軍. . 中國郵刊. June 1985, (53): 5–9 （中文（臺灣））.
114. ↑  . 上海: 東方財經.   [2014-07-02]. （原始内容存档于2015-06-04） （中文（中国大陆））.
115. ↑  . 北京: 中國商報. 2002-06-05  [2014-06-30]. （原始内容 (再版)存档于2014-07-14） （中文（中国大陆））.
116. ↑  黃光城. . 菲華郵訊. May 1965, (1): 12 （中文（臺灣））.
117. ↑  黃光城. . 寶島郵訊. August 1965, 9 (6) （中文（臺灣））.
118. ↑  Interasia Auctions. . Hong Kong: Interasia Auctions. 2011-02-26 （英语）.
119. ↑  鄭新嘉. . 今日郵政. 2006-02-20, (578): 5 （中文（臺灣））.
120. 1 2 3 4 5  鄒小亮. . 江西: 曉風集郵工作室. 2009-01 （中文（中国大陆））.
121. ↑  Emily Chen. . 北京: BWCHINESE中文網. 2011-10-19  [2014-06-23]. （原始内容存档于2015-09-23） （中文（中国大陆））.
122. ↑  . 上海: 上海拍賣行.   [2014-06-30]. （原始内容存档于2014-06-29） （中文（中国大陆））.
123. ↑  . 台北: 中央日報網路報. 2013-07-18  [2014-07-01]. （原始内容存档于2014-07-14） （中文（臺灣））.

## 外部連結
- 中華郵政全球資訊網 （页面存档备份，存于） （繁體中文）（英文）
- 中國郵政集團公司 （页面存档备份，存于） （简体中文）（英文）
- 中華郵政博物館[] （繁體中文）（英文）
- 中國郵政郵票博物館 （简体中文）（英文）
- 中華郵政全球資訊網－郵票寶藏 （页面存档备份，存于） （繁體中文）（英文）
- 中國郵政郵票博物館－藏品欣賞 （简体中文）